# چشم‌انداز تاکستان پیمونت
چشم‌انداز تاکستان پیمونت نام رسمی یک میراث جهانی یونسکو متشکل از «پنج حوزه مجزای انگور شراب با چشم‌انداز شگفت‌انگیز» به همراه دژ گرینتزانه کاوور در ناحیه پیمونت، ایتالیا است.
این سایت که تا نواحی تپه‌ای لانگه و مونفرات امتداد دارد، یکی از مهم‌ترین مناطق تولید شراب در ایتالیا است.
این مکان که در مرکز منطقه پیمونت (شمال غربی ایتالیا) واقع شده‌است، به عنوان یک «چشم‌انداز فرهنگی» ثبت شده‌است، زیرا نتیجه کار ترکیبی طبیعت و انسان است. این مکان به دلیل ارزش برجسته فرهنگ شراب آن که در طول سده‌ها به این چشم‌انداز شکل داده‌است، به عنوان یک میراث جهانی یونسکو در سال ۲۰۱۴ ثبت شد.

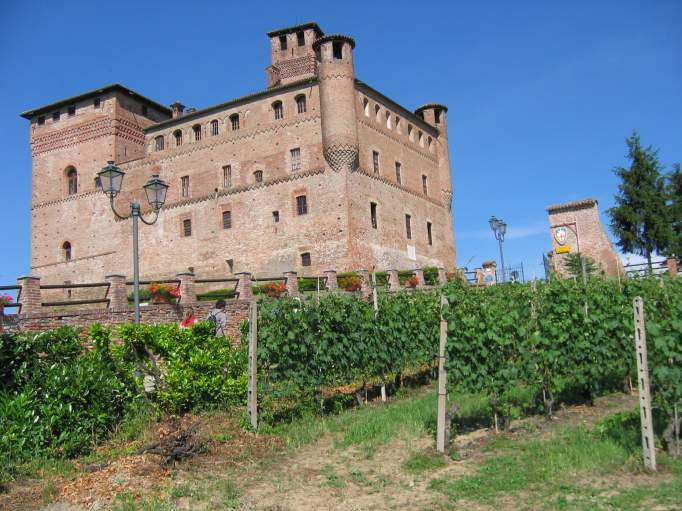
دژ گرینتزانه کاوور